# 가면라이더 류우키의 등장인물
아래는 일본 토에이의 특촬 드라마 가면라이더 시리즈의 2002년 작품 《가면라이더 류우키》의 등장 인물 목록이다.

## 주요 라이더

### 키도 신지
키도 신지(일본어: 城戸 真司, きど しんじ)는 《가면라이더 류우키》의 주인공이다. 작품 안의 나이는 23세로, 인터넷이나 메일로 뉴스를 송신하는 작은 언론사 ORE 저널의 수습기자이다. 평소에 동경하던 저널리스트가 되었으나, 허드렛일만 하고 있었다. 그러다 수수께끼의 실종 사건을 취재하던 중 사카키바라 코이치의 집에서 카드덱을 주운 바람에 미러 월드로 빨려들어간 것이 가면라이더 류우키(일본어: 仮面ライダー龍騎)가 되는 계기가 된다. 열의와 정의감은 누구보다 강하지만, 단순하고 타인에게 잘 속아 넘어가는 편이다. 그 때문에, 주위 사람들은 신지를 항상 바보라고 놀린다. 무엇이든지 깊게 빠져들지 않으면 직성이 풀리지 않은 성격도 있어서, 가면라이더 류우키가 된 이유는 이러한 성격 때문이기도 하다. 몬스터로부터 사람들을 지키고 라이더들의 끼리 죽고 죽이는 싸움을 막는 것이 주목적이지만, 라이더들에게 목숨을 걸고서라도 이루고 싶어하는 소원이 있다는 것을 알게되면서 고뇌하기 시작한다. 또, 라이더들의 싸움이 무효가 되면 유이가 없어진다는 사실을 알게되고, 유이를 구해야 하는 것인지 라이더들의 싸움을 말려야 하는 것인지에 대해서 혼란스러워 한다.

### 아키야마 렌
아키야마 렌(일본어: 秋山 蓮, あきやま れん)은 미러 몬스터 다크 윙의 공격으로 혼수 상태에 빠진 연인 오가와 에리의 목숨을 구하기 위해 가면라이더 나이트가 된 남자이다. 작품 안의 나이는 24세이다. 다크 윙이 혼수 상태에 빠진 에리를 계속 공격하려 하자 억지로 계약하게 된 후, 라이더와 미러 월드에 대한 정보를 얻기 위해 칸자키 유이와 함께한다. 완고하며 좋고 싫은 것이 뚜렷한 성격이며, 타인에게 딱딱하게 대하기 때문에, 친구가 없이 혼자인 경우가 많다. 목적을 위해서 냉철하게 행동하고 있지만, 실은 배려심이 깊고 정의감 있는 따뜻한 성격이다. 때에 따라서 사람들을 구하기 위해 몬스터와 싸우는 일도 있다. 신지와는 보통 다투는 경우가 많지만, 같이 여러 우여곡절을 겪으면서 조금씩 우정을 쌓아간다.

### 스도 마사시
스도 마사시(일본어: 須藤 雅史, すどう まさし)는 형사 출신으로, 가면라이더 시저스로 변신하는 남자이다. 작품 안의 나이는 28세로, 화랑에서 일어난 연속 실종 사건을 쫓고 있었다. 그러나 실제로는 배후에서 악행을 저지르고 있었는데, 동료를 죽인 후 그 시체를 감추다 칸자키 시로에게 들통나 카드 덱을 받고 라이더로 변신하게 되었다. 살인의 은폐와 계약 몬스터 볼캔서의 힘을 강하게 만드는 것이 주요 목적으로, 볼캔서를 이용해 사람들을 습격하고 있었다. 후에, 가면라이더 나이트의 공격을 받아 카드 덱이 깨지고, 볼캔서에게 최후를 맞는다.

### 키타오카 슈이치
키타오카 슈이치(일본어: 北岡 秀一, きたおか しゅういち)는 천재 변호사 출신으로, 가면라이더 졸다(Zolda)로 변신하는 남자이다. 작품 안의 나이는 30세로, 불치병 때문에 시한부 인생을 살고 있어, 영원한 생명을 얻기 위해 라이더가 되었다. 그 때문인지는 몰라도 중병에 걸린 사람에게는 이상할 정도로 친절을 베풀기도 한다. 언뜻 보면, 상냥하고 사교적으로 보이지만, 어릴적부터 응석받이로 자라온 탓에 상당히 이기적인 성격이다. 엘리트 의식이 강하고 멋진 행동을 좋아하지만, 사회 정의와 프라이드보다 돈을 중시한다. 어린시절부터 친구가 없었기 때문에 별명이 없다. 그를 잘 알고 있는 인물들에게서도 그다지 좋은 평가를 받고 있지는 못하다. 그러나, 그의 비서인 유라 고로와는 서로 절대적으로 신뢰하고 있다. 좋아하는 음식은 비싸고 고급스러운 것이라면 뭐든지 좋아한다. 라이더가 되기 전부터 아사쿠라 타케시의 변호를 맡고 있었는데, 죄를 무죄로 만들지 못한 것 때문에 아사쿠라가 원한을 갖고 있다. 극 후반부에는 라이더들의 싸움에 염증을 느끼고, 본인의 병도 점점 악화되어 라이더의 싸움을 관둘 것을 결심한다.

### 테즈카 미유키
테즈카 미유키(일본어: 手塚 海之, てづか みゆき)는 점쟁이 출신으로, 가면라이더 라이아(Raia)로 변신하는 남자이다. 작품 안의 나이는 24세이다. 실제로 미유키의 점은 100% 적중하지만, 운명은 바뀔 수 있다고 믿는다. 원래 그는 라이더가 될 사람이 아니었지만, 친구가 라이더가 되는 것을 거부하여 죽임을 당했기 때문에, 대신 라이더가 된 것이다. 그 후, 라이더들의 싸움을 멈추기 위해서 노력한다. 자신을 희생할줄 아는 헌신적인 인물로, 자신의 위험은 생각하지 않고, 라이더들의 싸움에 뛰어들어 파멸의 길로 걸어가는 렌에게 몇 번씩 충고를 한다. 최후를 맞기 전 칸자키 시로로부터, 질풍의 서바이브 카드를 건네받지만 테즈카는 그것을 거부하고 렌에게 카드를 준다. 시바우라 준이 죽고 다음에 죽는 것은 키도 신지라고 하였으나, 운명은 바뀔 수 있다고 말하고 아사쿠라에게 공격을 받아 죽음을 당했다.

### 시바우라 준
시바우라 준(일본어: 芝浦 淳, しばうら じゅん) 또는 시바우라 쥰은 메이린(明林) 대학에 다니는 대학생으로, 가면라이더 가이 (Gai)로 변신하는 남자이다. 작품 안의 나이는 21세이다. 특별한 소원이 없으며, 게임 동아리에 소속되어 있으며, 가면라이더들의 싸움을 조금 모방하여 인간이 정말 살인을 하게 만드는 게임을 개발하여, 같은 동아리 친구들을 스스로 게임에 빠져들게 만든다. 신지의 드래그레더 카드를 빼앗아 위협하고, ORE 저널을 이용해 모든 일본인들을 전투 게임에 참여하려고 하였으나 실패한다. 싸움을 거절하는 라이더들 때문에 분노를 느끼고, 싸움을 유도하기 위해 유이를 유괴하여, 6명의 라이더들끼리 싸우게 만들지만, 졸다의 파이널 벤트를 오쟈 대신 맞는데다, 마지막에 오쟈의 파이널 벤트 공격까지 받게 되면서 최후를 맞는다.

### 아사쿠라 타케시
아사쿠라 타케시(일본어: 浅倉 威, あさくら たけし)는 연쇄 살인범 출신으로, 가면라이더 오쟈(일본어: {{{2}}})로 변신하는 남자이다. 작품 안의 나이는 25세이다. 많은 사람들을 이유없이 살해한 죄로 간토의 구치소에 수감되어 있었다. 라이더들의 싸움이 좀처럼 진행되지 않자, 싸움을 활성화 시키기 위해서 칸자키 시로가 아사쿠라에게 카드 덱을 주었고, 아사쿠라는 라이더로 변신하여 탈옥한다. 사이코패스적인 성향의 인물로 어린 시절부터 이유없이 폭력에 시달렸 때문에, 폭력이 없으면 극도의 불안감과 초조함에 시달린다. 그 때문에, 초조하다는 이유만으로 죽일 표적을 찾고, 집요하게 표적을 찾아 살해한다. 어린 시절에 집에 불을 질러 가족들을 살해하기도 하였고, 현재도 이유없이 사람들을 살해하고 있었기 때문에, 천재 변호사 키타오카 슈이치도 무죄로 만들지 못하였다. 그 때문에, 키타오카 슈이치에게 원한을 갖고 있었고, 탈옥한 이후 계속 슈이치를 없애기 위해 기회를 엿보고 있었다. 특정한 거처는 없으며, 가족을 살해한 이후 진흙을 먹은적이 있으며 도마뱀을 구워먹고 날달걀이나 홍합등을 껍질째로 먹는 것을 보아 부랑자 생활을 하고 있으며, 일반적인 인간과는 동떨어진 식생활을 하고 있는 것으로 추정된다.
가면라이더가 된 이후 라이더들의 싸움 그 자체에 흥미를 느끼게 되고, 라이더들의 싸움이 영원히 존속되는 것을 소원으로 여긴다. 가이, 라이아, 임페라를 쓰러뜨렸음에도 불구하고, 졸더를 계속 집착하여 마지막에는 졸더를 쓰러뜨리지만, 그 정체는 슈이치가 아닌 고로인 것을 알게되고, 초조함이 정점에 달하여 몽둥이 하나로 경찰들에게 돌격하지만, 경찰들의 총을 맞고 사망한다.

### 토조 사토루
토조 사토루(일본어: 東條 悟, とうじょう さとる) 또는 토죠 사토루는 청명원 대학의 학생으로, 가면라이더 타이거 (Tiger)로 변신하는 남자이다. 작품 안의 나이는 25세이다. 카가와 교수 연구실에 소속되어 있는 대학원생으로, 영웅이 되기 위해 라이더가 된다. 영웅이 되기 위해 카가와 교수를 죽이고 임펠라에게도 일격을 날리고 기뻐하지만 아사쿠라(오쟈)가 죽인 것을 알게되고 분노를 하게 된다. 길을 가다가 부자가 차에 치일뻔한 것을 대신 치여서 죽음을 맞이하고 '부자를 구한 영웅' 이라고 신문에 올라오게된다.

### 사노 미츠루
사노 미츠루(일본어: 佐野 満, さの みつる)는 대기업의 후계자 출신으로, 가면라이더 임페러 (impala)로 변신하는 남자이다. 작품 내 나이는 21세이다. 지하 주차장에서 경비원을 하고 있었다. 항상 궁핍하고 가난한 것에 대해 불만을 갖고 있기 때문에, 편안한 생활을 하기 위해서 라이더가 되었으며 가면라이더를 돈벌이로만 생각한다. 신지와 카가와 교수에게 자신을 팔아, 처음에는 신지쪽에 붙어 있었으나, 카가와 교수쪽의 보수가 더 좋아서 신지를 배신한다. 카가와 교수가 죽고 나서 다시 신지쪽에 붙으려고 했지만, 신지가 격노하는 바람에 실패한다. 키타오카나 아사쿠라에게 붙으려고 했지만 이마저도 허락되지 않았다. 결국, 싸움에서 부상을 입은 사토루를 자신이 머무는 곳으로 데려와 간호를 한다. 아버지의 사망으로 막대한 재산을 물려받고, 대기업 회장에 취임한데다, 혼담까지 오가게 되면서 더 이상 가면라이더가 될 필요가 없어져 관두려 하였지만, 칸자키 시로와 계약 몬스터가 그것을 허락할리가 없었다. 후에, 자신이 동료라고 믿고 있던 사토루에게 배신을 당해 큰 부상을 입게 되고, 오쟈의 파이널 벤트 공격으로 카드 덱 마저 파괴되어 현실 세계로 돌아가지 못하게 된다. 결국, 미러월드에서 약혼자의 이름을 울부짖으며 서서히 죽어간다.

### 타카미자와 이츠로
타카미자와 이츠로(일본어: 高見沢 逸郎, たかみざわ いつろう)는 대기업 타카미자와 그룹의 총수로, 가면라이더 베르데 (Verde)로 변신하는 남자이다. 작품 안의 나이는 38세이다. TV 스페셜에서만 등장한다. 모든 것을 손에 넣은 것 같아보이지만, 끝이 없는 욕망을 갖고 있는 인물이다. 그 욕망은 결국 초인적인 힘을 갖기 위한 욕심을 낳게 되고, 그 욕심이 라이더가 되는 이유가 된다. 평상시에는 신사적이며 계약 몬스터의 특성을 살린 전술과 카리스마 때문에 다른 라이더들에게 경의를 표해지는 존재이다. 그러나 사실은 과격하고 난폭해서, 다른 라이더들을 이용해 류우키와 라이아의 말살을 주도하는 등, 목적을 위해서는 수단을 방법을 가리지 않는 비열한 성격이다. TV 스페셜의 종반에서는 나이트에게 치명적인 상처를 주지만, 나이트의 혼신을 담은 공격을 맞고 최후를 맞는다.

### 오딘
- 칸자키 시로의 대리인 - 가면라이더 오딘

칸자키 시로의 대리인인 것으로 보이는 사람이 가면라이더 오딘 (Odin)으로 변신한다. 처음에는 간자키 시로 자신이 변신하는 것 같았으나, 시로의 괴뢰적 존재이며, 변신자 자신의 의사는 느껴지지 않았다. 마지막에 싸워 이긴 라이더와 싸우는 일을 목적으로 한다. 극중에서 나이트에게 두 번, 류우키에게 한번 쓰러졌었지만, 카드 덱만은 파괴되지 않고 남아 있었기 때문에, 그 후에도 몇번씩 등장했다. 렌과 마지막 싸움에서 파이널 벤트 공격을 하지만 시로의 모습이 이상해짐과 동시에 렌의 공격으로 소멸된다. 《가면라이더 류우키 초전집 최종권》에서는 시로가 무작위로 선택한 인물이 변신하고 있다고 나와있으나 실제로 카드 덱을 주는 묘사는 없었기 때문에, 그 진위는 불분명하다.
TV 스페셜에서는 이유는 알 수 없으나 다른 라이더들과 함께, 류우키의 카드 덱을 깨뜨린다.

### 유사 라이더
- 나카무라 하지메(일본어: 仲村 創, なかむら はじめ) (나카무라) / 얼터너티브

25세. 청명원대학의 에지마 연구실에 소속해 있던 대학원생. 간자키 시로의 실험에 참가하지 않은 유일한 사람으로, 다행히 피해를 입지 않았지만, 간자키 시로의 실험 때문에 연구실의 동료를 모두 잃는다. 감정적으로 성격이 급한 성격이다. 후에 가가와 교수와 도죠 사토루를 만나고 사건의 진상을 알게 되어, 시로의 복수를 위해 얼터너티브가 되어 카가와 교수를 돕고, 유이의 생명을 노린다. 미러 월드의 위협으로부터 사람을 지키는 것보다 칸자키 남매에게 복수심이 강했기 때문에, 도죠에게 자신이 믿는“영웅”의 모습에 적당하지 않다고 판단되어 타이거의 크리스탈 브레이크에 의한 기습을 받아 사망한다.
- 카가와 히데유키(일본어: 香川 英行, かがわ ひでゆき) (가가와 교수) / 얼터너티브 제로

37세. 극후반부의 주요인물로, 세이메이엔 대학의 교수이다. 처음 본 것은 절대 잊지 않는 순간 기억 능력의 소유자이며, 시로의 그의 연구자료를 우연히 읽은 기억을 바탕으로 연구를 거듭한 끝에, 미러 월드와 시로의 목적의 전모를 스스로 밝혔다. 시로의 연구와 미러 월드의 위협을 멈추기 위해서, 나카무라, 도죠와 함께 유이의 제거를 계획하였고, 시로의 자료와 타이거의 카드 덱을 기본으로, 유사 라이더 얼터너티브를 개발하고, 자신도 프로토 타입인 "얼터너티브 제로"로 변신해 싸운다. 감정을 잘 나타내지 않는 성격이지만, 도죠가 이상적인 영웅상으로 생각할 정도로 강한 정의감의 소유자이다. 「다수를 위해서 소수의 생명을 희생한다」하는 것이 영웅의 각오라고 말하면서 토조에게 신뢰를 받지만, 자신의 가족을 희생하는 것에 대해서 망설이게 되면서 신뢰를 잃는다.
토죠의 비뚤어진 영웅심에 경계심을 갖게 되어, 자신의 가족과 접촉하게 하는 것으로, 인간성을 되찾게 하는 등의 설득을 시도했지만, 반대로 그것이 토죠의 증오를 부르는 결과가 되어, 가면라이더 타이거의 파이널 벤트 공격을 맞고 사망한다. 가가와 교수가 남긴 연구자료는, 도죠로부터 신지가 받게 되어, 신지에게 미러 월드와 유이의 진실을 알리게 하게하였다.

### 그 밖의 등장 인물
칸자키 유이(일본어: 神崎 優衣, かんざき ゆい) (유이)
19세. 생년월일은 1983년 1월 19일. 본작의 히로인으로 미러월드와 라이더들의 싸움과 연관되어 있다. 라이더들의 싸움을 멈추기 위해 실종된 오빠 간자키 시로를 찾는다. 극의 초반에는 아키야마 렌과 행동을 같이했지만, 렌에게 동조를 하는 것은 아니며, 렌의 싸움도 멈추려 하고 있었다. 극의 마지막 부분에서, 미러 월드의 몬스터 발생의 진상이 밝혀지면서 유이의 정체도 분명해진다.
칸자키 시로(일본어: 神崎 士郎, かんざき しろう) (간자키)
25세. 생년월일은 1977년 9월 29일. 세이메이엔 대학 에지마 연구실에 소속해 있던 대학원생으로, 간자키 유이의 오빠이다. 유이와 헤어져 양자로 거두어 졌을 때의 성은 다카미였다. 미국에서는 사망한 것으로 되어 있다. 사람을 가면라이더로 변신시키는 기술을 개발하여, 라이더들의 싸움을 만든 장본인이다. 오딘의 카드 덱을 갖고 있지만, 실체가 없기 때문에 스스로 변신할 수는 없다. (자세한 것은 알 수 없다.) 라이더 배틀이 진행되지 않자, 아사쿠라 타케시를 라이더들의 싸움에 끌어들이기도 하였으며, 싸움을 거절하는 데츠카 미유키와 키도 신지에게 질풍의 서바이브 카드를 주기도 하였으나, 웬만해서는 잘 나서지 않는다. 유이가 위험에 빠질 때마다 유이를 찾게 해주는 등, 유이와 관련된 일에 대해서는 이성적이지 못한 편이다. 유이에게 위협을 가하는 사람은 봉황의 모습을 한 몬스터를 이용하여 살해한다.
오쿠보 다이스케(일본어: 大久保 大介, おおくぼ だいすけ) (편집장)
36세. ORE 저널의 사장 겸 편집장이다. 신지의 대학시절 선배이기도 하다. 대기업 신문사를 그만두고, ORE 저널을 설립하였다. 다소 경박한 사람이지만 뜨거운 저널리즘을 갖고 있으며, 열정적인 사람이다. 실수가 잦은 신지때문에 애를 먹고 있지만, 신지의 비범한 행동력과 성실함을 누구보다도 잘 이해하고 있기 때문에, 신지에 있어서는 형과 같은 존재이다.
라이더들의 싸움 때문에 일을 소홀히 하는 신지의 행동에 의문을 갖지만, 신지를 신뢰하고 있기 때문에 감봉과 같은 추궁은 하지 않는다. 극의 마지막 부분에는 레이코와 함께 미러월드와 가면라이더의 존재에 대해 알게 되고, 신지가 가면라이더로서 싸워온 것을 알게 된다. 고뇌하고 있는 신지에게 조언을 하여, 신지의 소원을 일깨우게 해준다.
모모이 레이코(일본어: 桃井 令子, ももい れいこ) (레이코)
24세. ORE 저널의 기자로, 신지의 선배이다. 의혹을 밝히기 위해서라면 사소한 것이라도 철저하게 조사하는 유능함과 위험한 일에서도 도망치지 않는 저널리즘을 겸비한 인물로, 신지도 레이코를 목표로 하고 있다. 키타오카 슈이치는 취재로 알게 되었으며, 그에게 여러 번 구애를 받으나 매번 거절한다.
사람의 능력으로는 절대 불가능한 탈주를 반복하는 아사쿠라를 조사할 때는, 사건 장소 주위에 항상 있는 칸자키 시로의 존재를 밝혀내 연속 행방불명 사건에 칸자키 시로와 거울이 관련되어 있는 것을 알게 된다. 그리고 칸자키 시로의 모교에서 일어난 일과 키타오카 슈이치카 아사쿠라 호송 시에 철저하게 거울을 배제한 사실을 알게 되면서, 취재를 계속 하게 된 결과 칸자키 시로가 미국에 남긴 연구자료를 손에 넣게 되어, 미러월드와 몬스터에 대한 진상을 밝혀낸다.
시마다 나나코(일본어: 島田 奈々子, しまだ ななこ) (나나코)
23세. ORE 저널의 시스템 담당이다. 이구아나를 회사에서 애완동물로 기르고 있다. 컴퓨터 실력이 굉장히 뛰어나, 고객 데이터를 훔친 시바우라 준의 말을 듣고, 준이 만들어낸 프로그램의 파괴 바이러스를 단시간에 만든 적이 있다. 극 중반에 등장하는 메구미와는 컴퓨터의 취급 등으로 사이가 좋지 않다. 우연히 병원에서 기타오카 슈이치가 불치병에 걸린 사실을 알게 된다. 바깥에서 이구아나의 사진을 찍고 있었을 때, 사진의 배경에 있던 유리창에 기가젤이 비친 것을 보고, 이 사실을 ORE 저널 사람들에게 알려, 사건의 진상을 밝히는데 큰 도움을 준다.
아사노 메구미(일본어: 浅野 めぐみ, あさの めぐみ) (메구미)
25세. 키타오카 슈이치의 비서였는데, 그녀가 비서가 된 이유는 원래 저널리스트가 되고 싶었지만, 전문학교에서 비서과로 잘못 들어갔기 때문이다. 권법의 달인이기 때문에 보디가드에 적합하다고 생각하여 기타오카 슈이치가 비서로 고용했지만, 일이 너무 서툴렀기 때문에 해고되었다. 그 후, 이동 라면집을 경영하였고, 나중에 오쿠보 다이스케의 마음에 들어 ORE 저널에 입사한다. 신지가 싸움을 마치고, 거울에서 나오는 것을 우연히 목격하여 그 비밀을 밝히기 위해 집요하게 신지에게 묻지만, 결국 거울을 사용한 마술이라고 착각한다. 저혈압이며, 긴장하거나 권법을 사용하면 빈혈로 쓰러진다. 컴퓨터에 이상한 별명을 붙이는 버릇이 있다.
칸자키 사나코(일본어: 神崎 沙奈子, かんざき さなこ) (외숙모)
45세. 유이와 시로의 숙모로 찻집의 주인이다. 취미는 해외 여행으로 어느 정도 돈이 모이면 그 돈으로 모든 나라를 돌아다닌다. 극 중에서도 히말라야에서 막 돌아왔을때였고, 아마존에 가고 싶다고 하며, 동호회에 자주 참석하고 있다. 마음은 넓지만 상당히 괴짜인 성격으로 항상 "나의 감은 틀리지 않는다."고 말하지만, 거의 맞지 않는다. 신지와 렌이 마음에 들어(처음에는 렌이 무뚝뚝하다고 생각했지만 요리 실력이 좋아서 다시 생각해본다.), 한가할 때는 가게에서 일한다는 조건으로 하숙 시키고 있다. 시로가 미국에서 사망한 것은 알고 있었지만, 시로가 타카미가에 거두어 질 때 들었던 말 "유이가 20세 생일날 사라진다"는 말을 감으로 믿고 있었기 때문에 유이에게는 그 사실을 덮어두고 있었다.
오가와 에리(일본어: 小川 恵里, おがわ えり) (에리)
24세. 렌의 연인으로, 세이메이엔 대학의 에지마 연구실에 소속되어 있던 대학원생이다. 칸자키 시로의 실험에 참가하여, 중상을 입고 중퇴에 빠져있다. 이 실험 때문에 다크 윙의 표적이 된 것으로 보이지만 자세한 것은 알 수 없다. 일시적으로 의식을 되찾았으나 다시 중퇴에 빠진다.
유라 고로(일본어: 由良 吾郎, ゆら ごろう) (고로)
25세. 키타오카 슈이치의 비서 겸 보디가드로, 유일한 친구라고 할 수도 있다. 어부의 집안에서 일곱 형제 중 다섯째로 태어났으며, 가업을 잇는 것을 거부하고 가출했다. 폭력사건에 휘말렸을 때 자신을 변호해준 키타오카 슈이치를 은인으로 생각하고 있으며, 항상 "선생님"이라고 부른다. 기타오카 슈이치의 불치병을 알게 된 후, 자신을 변호하지 않았으면 불치병까지 이르진 않았을 거라는 죄책감을 갖고 있다. 인상이 나쁘지만, 사실은 누구에게나 상냥한 성격이다. 특히는 요리로, 일류 셰프를 압도하는 실력을 자랑한다. 성실한 성격으로 어떤 일 이라도 능숙하게 해내며, 다수와의 싸움에도 지지 않는다. 다만, 휘파람 부는 것만은 서툴다. 마지막까지, 키타오카 슈이치를 간호하였고, 그가 마지막까지 바랬던 아사쿠라의 결투를 완수하기 위해, 스스로 가면라이더 졸더로 변신하여 아사쿠라에 도전하지만 패배하고, 미러 월드 속에서 죽는다.
사카키바라 코이치(일본어: 榊原 耕一, さかきばら こういち)
28세. TV 시리즈에서는 드래그레더에게 잡아먹혀 세간에선 행방불명으로 돼 있으며, 이름만 등장한다. TV스페셜에서는 신지보다 이전의 선대 류우키였지만 몬스터들과의 싸움에서 치명상을 입어, 신지에 자신의 카드덱을 맡기고 소멸해 사망한다.